# Salsola verticillata
Salsola verticillata är en amarantväxtart som beskrevs av Peder Kofod Anker Schousboe. Salsola verticillata ingår i släktet sodaörter, och familjen amarantväxter. Inga underarter finns listade i Catalogue of Life.